# Phygadeuon morio
Phygadeuon morio är en stekelart som beskrevs av Kokujev 1909. Phygadeuon morio ingår i släktet Phygadeuon och familjen brokparasitsteklar. Inga underarter finns listade i Catalogue of Life.